# هینویل (آلاباما)
هینویل (به انگلیسی: Hayneville) شهری در شهرستان لاوندز ایالت آلاباما است که مساحت آن ۴٫۸۶ کیلومتر مربع است و در سرشماری سال ۲۰۱۰ میلادی، ۹۳۲ نفر جمعیت داشته و تراکم جمعیتی آن، ۱۹۱٫۷۷ نفر در هر کیلومتر مربع بوده است.

## نگارخانه

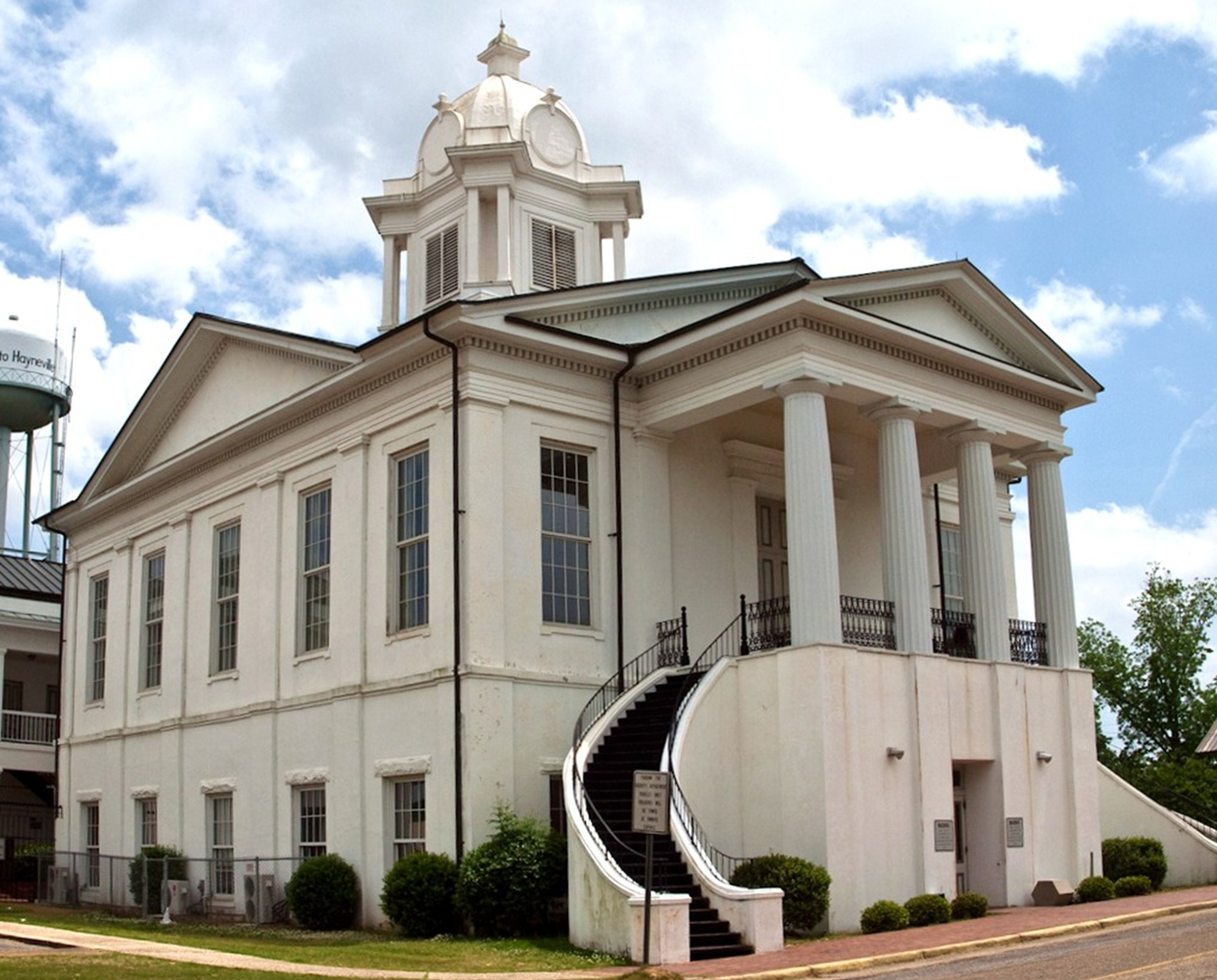
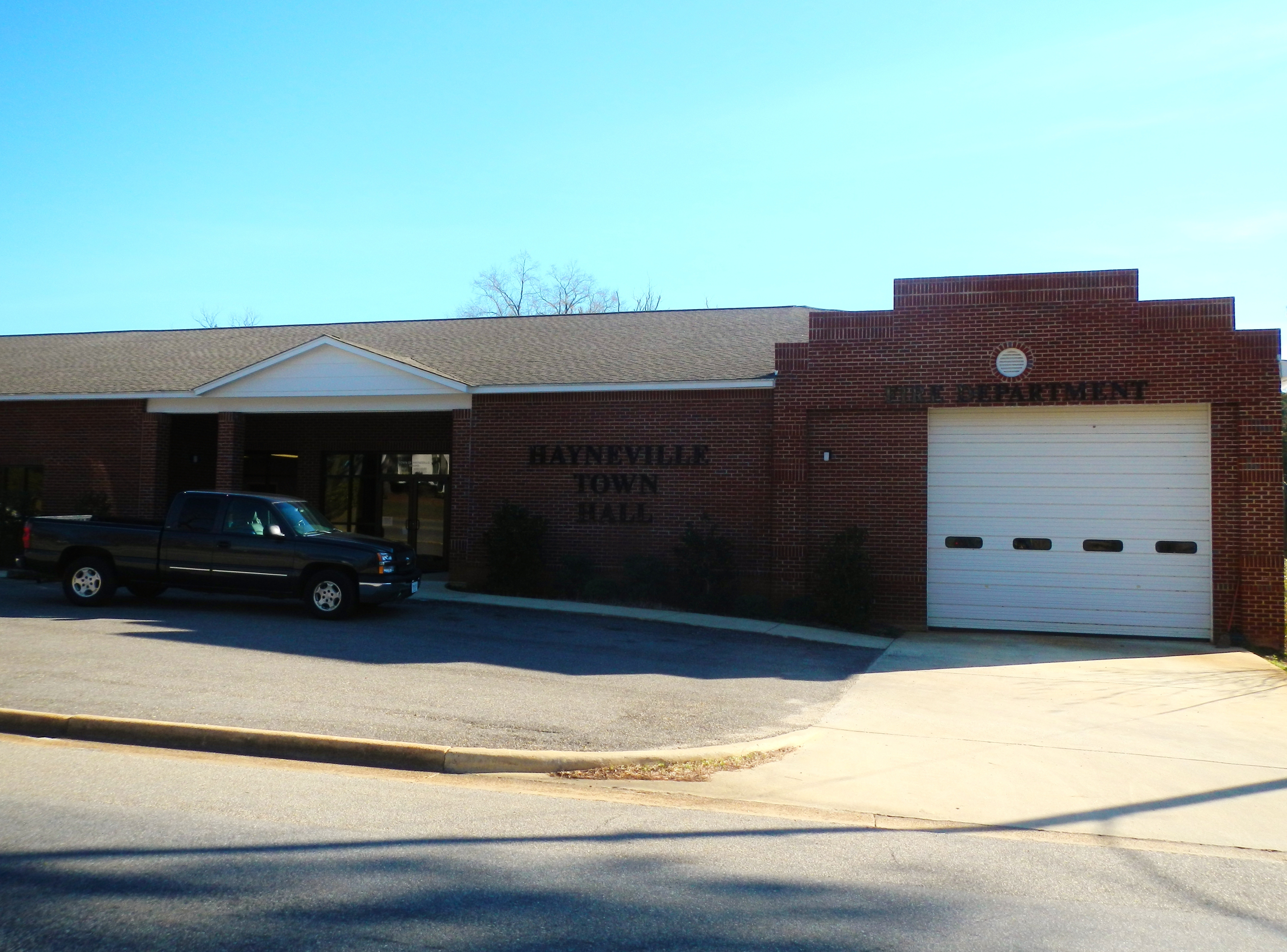
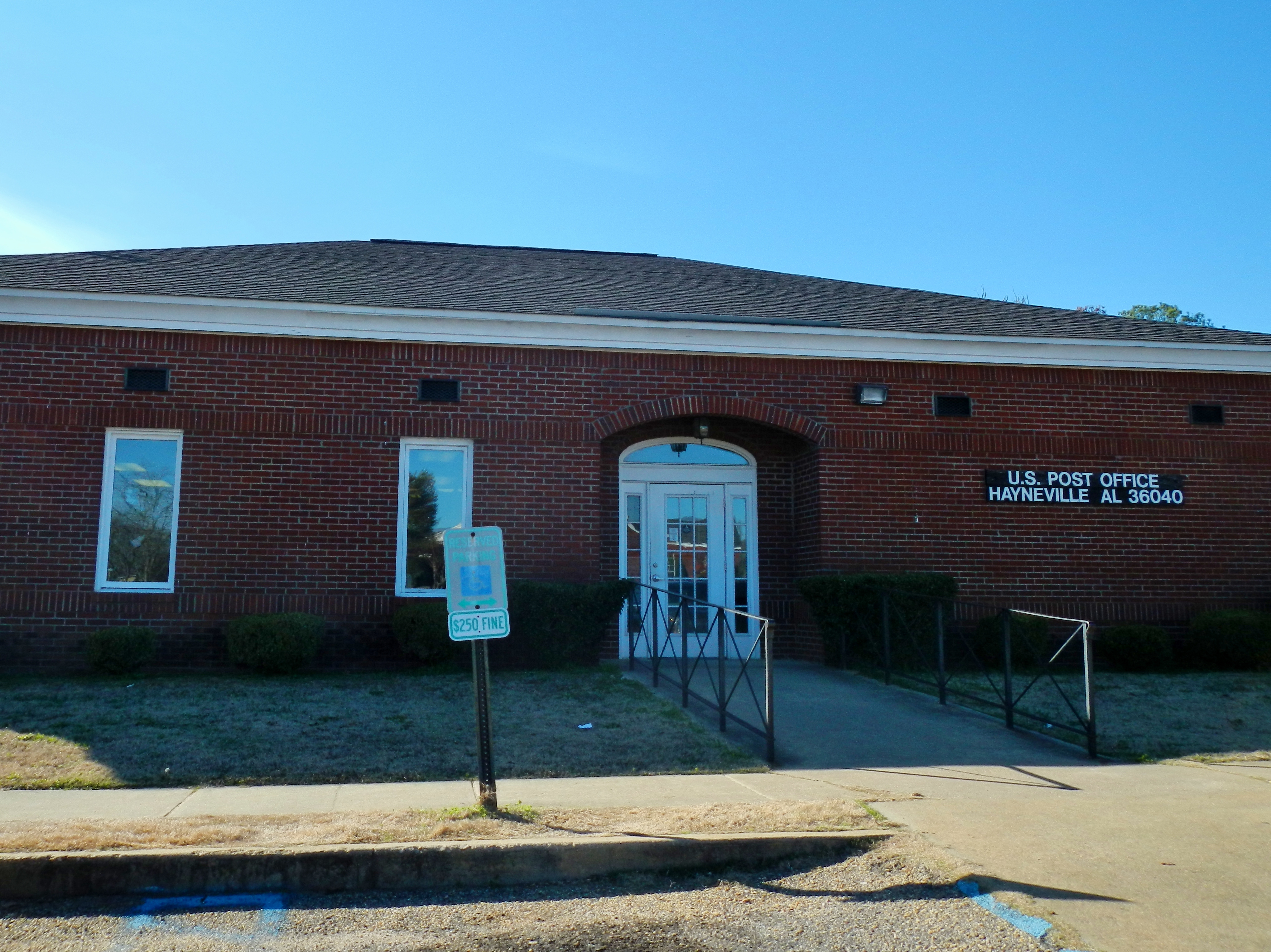